# 紅鰭鏢鱸
紅鰭鏢鱸為輻鰭魚綱鱸形目鱸亞目河鱸科的其中一種，分布於美國密西西比河及Mobile灣流域，體長可達9公分，棲息在水流快速、岩石底質的溪流。